# Michael Kiwanuka
Michael Samuel Kiwanuka (Londres, 3 de maio de 1988) é um cantor, compositor, produtor musical britânico. Atualmente, está contratado pela gravadora Polydor Records.
Seu álbum de estreia, Home Again (2012), recebeu certificação de ouro no Reino Unido. Já seu segundo álbum, Love & Hate (2016), estreou no topo das paradas britânicas. Kiwanuka foi indicado a diversos prêmios importantes, incluindo os Brit Awards, MTV Europe Music Awards, BBC Music Awards e Grammy Awards. Em 2012, venceu a premiação Sound of..., da BBC, e em 2020, conquistou o Mercury Prize.

Seu álbum mais recente, Small Changes, foi lançado em novembro de 2024.